# L'aeroplano del Papa
L'aeroplano del Papa (nell'originale, Le monoplan du Pape) è un romanzo futurista in versi liberi composto da Filippo Tommaso Marinetti nel 1912, in francese: una traduzione in italiano, probabilmente a cura di Decio Cinti fu pubblicata nel 1914 dalle marinettiane Edizioni futuriste di Poesia. 

Dedicato a "Trieste, nostra bella polveriera", il romanzo predica la necessità di "svaticanare l'Italia" e di muovere guerra all'Austria: un'idea che poteva sembrare ardita nel 1912, in tempi di Triplice Alleanza, ma che diventa di folgorante attualità due anni dopo, quando in seguito allo scoppio della prima guerra mondiale in Italia ferve il dibattito tra interventisti e non interventisti (non a caso l'edizione italiana porta il sottotitolo di "romanzo profetico"). 
Ferocemente anticattolico e antiaustriaco, il libro non fu più ripubblicato per molti anni, nel 2005 è uscita l'ultima edizione con introduzione di Giampiero Mughini (L'Aeroplano del Papa. Romanzo profetico in versi liberi, Liberilibri, Macerata 2005). 

## Trama
Di seguito viene dato il riassunto del libro nell'edizione originale (francese)
- 1. En volant sur le cœur de l'Italie

Il poeta, colto da un improvviso orrore per la sua camera "a sei pareti, come una bara", decide di fuggire a bordo del suo monoplano. Dopo aver sorvolato l'Adriatico, "lago italiano", viene quasi sopraffatto dal "fetore tombale" che proviene da Roma. Si dirige quindi sulla Sicilia.
- 2. Le conseils du Volcan
- 3. Chez mon père le Volcan

Giunto in volo sulla cima dell'Etna, l'autore entra col suo monoplano nel cratere, per conferire col Vulcano stesso, vero simbolo (o prosopopea) del Genio creatore. (LE VOLCAN: "Je n'ai jamais dormi. Je travaille sans fin / Pour enrechir l'espace de chef-d'œuvre éphèmères"). Il Vulcano riconosce nel protagonista il suo figlio prediletto, battezzando lui e il suo monoplano nel fuoco. Il poeta comprende la sua missione: "mordre jusqu'au sang dans l'echine montagneuse de ma peninsule / pour qu'elle se mette sur pattes brusquement / et s'élance à l'assaut de l'Autriche" ("mordere a sangue la mia penisola nella sua schiena montuosa, affinché si rizzi bruscamente in piedi e si slanci all'attacco dell'Austria").
- 4. Les batteries de soleils

Risalendo verso Roma, l'autore osserva orripilato un gruppo di "donne del popolo" che cerca di sabotare la ferrovie per impedire la partenza di figli e mariti per il fronte. Ma i loro sforzi sono vanificati dall'accecante "artiglieria del sole", nonché dallo stesso protagonista, che planando decapita più di un migliaio di donne con le ali del suo monoplano.
- 5. La pêche du Grand Phoque verni

Giunto sopra il Vaticano, il protagonista aziona un congegno simile a "una mostruosa pinza di granchio" col quale rapisce il Papa, creando panico tra vescovi e cardinali. Da questo momento in poi il pontefice, sgomento e tramortito, penzolerà dal monoplano, accompagnando il protagonista in tutto il suo viaggio.
- 6. Les Moucherons politiciens

Dopo aver rapito il Papa, il protagonista si dirige verso Montecitorio, dove ferve il dibattito su un conflitto che sembra esser già stato dichiarato. Gruppi di studenti favorevoli alla guerra cercano di occupare il Parlamento. L'autore ironizza sulla classe politica, restia ad assumersi le responsabilità del conflitto, e in particolare sui socialisti, che non riconoscono il valore rivoluzionario della guerra imminente: "Avouez-vous, deputés socialistes, / que vous sentez tresaillir sous vos pieds la terre obscurément! / Le beau frisson aventureux a passé dans vos cœurs!" ("Confessate, deputati socialisti, che sentite tremare oscuramente la terra sotto i vostri piedi! Il fremito dell'avventura ha lasciato i vostri cuori!"). L'apparizione del protagonista, che mostra a studenti e politici il Papa prigioniero, risolve la contesa in favore dei primi.
- 7. Les syndicats pacifistes

Esaurita la missione a Roma, è tempo di convertire anche Milano al verbo della "Guerra sola igiene del mondo". Nella città del nord, dove le officine si sforzano di "impestare il chiar di Luna con i loro miasmi", una folla di operai è raccolta intorno a un gruppo di oratori sindacalisti e anarchici, che esortano i lavoratori a "disobbedire agli assassini". Ma anche questa volta il protagonista riesce a controbattere e a portare il popolo dalla sua: "Sachiez donc que la guerre / est une façon de faire la grève! / [...] La guerre, c'est la ruine du patron / qui ne s'enrichit guère dans la guerre". ("Sappiate che la guerra è un modo di far sciopero! La guerra è la rovina del padrone, che non vi si arricchisce affatto").
- 8. Côte à côte avec la Lune

Prima di recarsi al fronte, il protagonista ha ancora il tempo di passare a salutare la sua donna (sempre in monoplano, naturalmente; e sempre con il Papa penzolante). È l'occasione per Marinetti di mettere in scena uno dei suoi cavalli di battaglia: il dissidio tra un animo delicato e femminile, acceso da una "inestinguibile sete di tenerezza", e una volontà di potenza maschile e crudele. Come accade a diversi personaggi dannunziani, il protagonista rischia di soccombere a una figura femminile che gli impedisce di dedicare le proprie forze a imprese più gloriose. "O Luxure, cupole rose d'une immonde latrine! / Je serai donc toujours le bidet orgueilleux / de l'Aventure, cette fausse cortisane? [...] Loin de la vulve, morne collège obligatoire!" (O Lussuria, cupola rosa di un'immonda latrina! Sarò dunque per sempre il bidet orgoglioso dell'Avventura, questa falsa cortigiana? [...] Via dalla vulva, triste collegio obbligatorio!").
- 9. L'Execrable sommeil
- 10. Les Licous du Temps et de l'Espace

Giunto infine sul fronte, il protagonista si adopera per evitare che i volontari "garibaldini" cedano alle lusinghe del "sonno esecrabile". Nell'attesa impaziente della battaglia, inizia una curiosa riflessione sulla possibilità dell'artista di trascendere i limiti dello Spazio e del Tempo (non è da escludere che Marinetti fosse a conoscenza, seppur molto approssimativamente, dei principi della Teoria della relatività ristretta).
- 11. La bataille de Monfalcone ou le tombeau des Papes

La guerra ha finalmente inizio, con uno sbarco di garibaldini nei pressi di Monfalcone: l'autore copre lo sbarco bombardando dal cielo i sottomarini nemici. Del resto, per mandare in rotta gli austriaci è sufficiente esibire loro il pontefice appeso all'aeroplano: essendo "cattolici romani", gli austriaci non possono rischiare di colpirlo e devono ritirarsi. La battaglia è già vinta: non resta che disfarsi del carico ormai inutile.
"Ufficiali austriaci, vomitanti grondaie, voi meritate / che finalmente io lasci cadere / su voi il Santo Padre, / fetido sterco nero e greve, / caldo uscito dal mio sfintere di grande uccello d'Italia!..."

## Stile e contenuti
Il testo è stato composto forse interamente nel 1911 durante la Guerra Italo-Turca: Marinetti si trovava sul fronte libico come corrispondente del quotidiano l'Intransigeant (vedi La battaglia di Tripoli). 
Il romanzo in versi (già di per sé una soluzione sperimentale, anche se non avrà molto seguito nella letteratura futurista) riprende diversi temi di Mafarka il futurista: l'aeroplano (descritto in modo più mitologico che scientifico), il disprezzo per la donna, etc. Ma se il Mafarka era ambientato in un'Africa mitica, l'Aeroplano fa chiaramente riferimento all'attualità politica di quegli anni, anticipando addirittura alcuni temi che diventeranno d'attualità negli anni successivi. Si tratta di un romanzo-pamphlet, in cui Marinetti non si limita a dipingere se stesso e i suoi dissidi interiori, ma vuole fondare un'ideologia e descrivere una prassi politica.
Sul piano della forma, l'Aeroplano non si discosta troppo dalle precedenti raccolte poetiche di Marinetti: la Violenza, che a partire dal Manifesto del futurismo del 1909 è diventata la sua musa ispiratrice, è ancora glorificata in uno stile concettoso e liberty. E forse è anche per questo motivo (oltre che per le accuse di blasfemia) che Marinetti non ripubblicherà più questa opera, la quale rimane a tutt'oggi una delle sue meno conosciute.

## Edizioni
- Filippo Tommaso Marinetti, L'aeroplano del Papa. Romanzo profetico in versi liberi, traduzione di Decio Cinti, Edizioni Futuriste di Poesia, 1914,  p. 260.
- Filippo Tommaso Marinetti, L'Aeroplano del Papa. Romanzo profetico in versi liberi, Liberilibri, Macerata 2005, pp. 222.